# Broch von Crosskirk

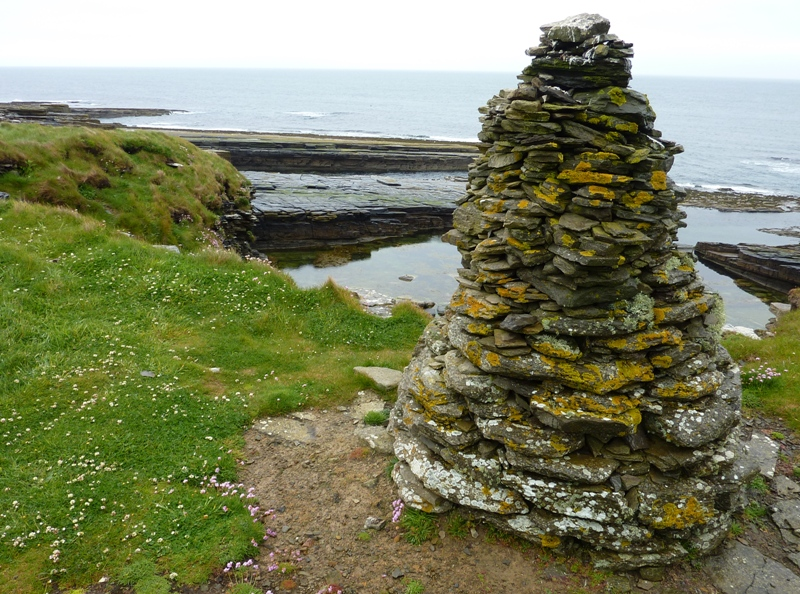
Crosskirk Broch Memorial Cairn

 Der Broch von Crosskirk liegt bei Crosskirk, an der schottischen Nordküste in Caithness.
Der Broch wurde um 400 v. Chr. (cal.) errichtet und hat die bisher ältesten bekannten Doppelwände.
In der zweiten Hälfte des 1. Jahrtausends v. Chr. entstanden Brochs mit komplizierteren Formen, durch die sie vor allem an Höhe gewannen. Ein Beispiel vom Beginn dieser Entwicklung ist der von Horace Fairhurst (1908–1986) von 1966 bis 1972 ausgegrabene Broch von Crosskirk.
Die Radiocarbon-Daten verweisen darauf, dass er fast 1000 Jahre, vom 8. Jahrhundert v. Chr. bis zum 2. Jahrhundert n. Chr. genutzt wurde. Anders als beim Broch von Bu auf Orkney, ist die Mauer der Struktur etwa sechs Meter dick. Die Ausgrabung zeigte aber, dass die Mauer nachträglich verstärkt wurde. Der ursprüngliche Mauerkern war aus Erde und Bruchstein zusammengesetzt und konnte das Gewicht eines größeren Turms nicht stützen. Spätere Konstruktionen waren entweder doppelwandig (innen hohl) oder bestanden (primär auf Orkney) aus massiven aber dünneren Mauern. Der Ausgräber des Broch von Crosskirk hält deshalb nur eine Höhe von ungefähr 4,5 m für möglich (das ist ein Drittel der Höhe des Brochs von Mousa).
Der Broch von Crosskirk hat mehrere Charakteristiken, die bei klassischen Brochs nicht (mehr) gefunden werden. So war die kleine Wächterzelle (englisch guard-cell) sowohl vom Eingangskorridor, als auch von einer größeren Zelle in der Mauer aus zugänglich. Diese zeigt wiederum eine Reihe von Stufen, die zu einer zerstörten Treppe gehören. Dabei handelt es sich um die multifunktionale Einheit dreier klassischer Brochelemente, die ansonsten getrennt auftreten. Zudem war die Anlage von einem Außenwall mit Graben umschlossen und das Gebiet dazwischen mit sekundären Strukturen angefüllt. Ian Armit nennt diesen Typ deshalb den „complex roundhouse-type“, er schließt auch die „galleried duns“ ein.
Der Broch von Crosskirk fiel nach der Ausgrabung 1972 einem Abbruch der Steilküste zum Opfer. Heute ist außer einem kleinen Steinmal nichts mehr zu erkennen.